# Felix-Raymond-Marie Rouleau

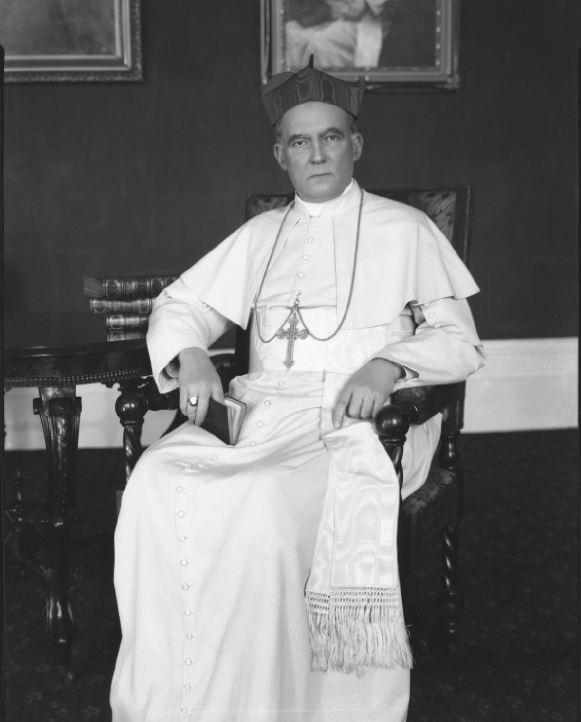
Felix-Raymond-Marie Rouleau (ca. 1925)

Kardinalswappen

Felix-Raymond-Marie Kardinal Rouleau OP (* 14. April 1866 in Isle-Verte, Kanada; † 31. Mai 1931 in Québec) war ein kanadischer Geistlicher und Erzbischof von Québec.

## Leben
Felix-Raymond-Marie Rouleau trat nach seiner Schulzeit in den Dominikanerorden ein und studierte in verschiedenen Häusern des Ordens die Fächer Philosophie und Katholische Theologie. Am 31. Juli 1892 empfing er das Sakrament der Priesterweihe und wurde anschließend Professor des Kollegs der Dominikaner in Ottawa, das er mehrere Jahre lang auch als Rektor leitete. Von 1919 bis 1923 war er Provinzial der kanadischen Dominikanerprovinz. 
Am 9. März 1923 ernannte ihn Papst Pius XI. zum Bischof von Valleyfield. Die Bischofsweihe am 22. Mai 1923 spendete ihm Pietro di Maria, Apostolischer Delegat in Kanada. Mitkonsekratoren waren der Koadjutorerzbischof von Montréal, Georges Gauthier, und der Bischof von Alexandria in Ontario, Félix Couturier OP.
Am 9. Juli 1926 ernannte ihn Papst Pius XI. zum Erzbischof von Québec. Am 19. Dezember 1927 nahm er ihn als Kardinalpriester mit der Titelkirche San Pietro in Montorio in das Kardinalskollegium auf. 
Felix-Raymond-Marie Rouleau starb am 31. Mai 1931 in Québec und wurde in der dortigen Kathedrale beigesetzt. 